# 規制の虜
規制の虜（きせいのとりこ、英語: regulatory capture）とは、規制機関が被規制側の勢力に実質的に支配されてしまうような状況であり、この状況下では、被規制産業が規制当局をコントロールできてしまう余地がありうる。政府の失敗の1つである。その場合には、負の外部性が発生しており、そのような規制当局は、「虜にされた規制当局（captured agencies）」と呼ばれる。